# 氷川神社 (葛飾区)
氷川神社（ひかわじんじゃ）は、東京都葛飾区堀切にある神社。葛飾氷川神社（かつしかひかわじんじゃ）等とも。

## 歴史
1199年（正治元年）または天正年間（1573年-1591年）に創建された。武蔵国一宮たる氷川神社より分霊を勧請したものである。
下千葉村の鎮守であり、正王寺が別当寺であった。
境内社として八王子神社がある。元々は正王寺の境内社で、1178年（治承2年）に源頼朝が関西方面の八王子神社より分霊を勧請したものである。後に江戸幕府3代将軍徳川家光が鷹狩で訪れた際、八王子神社の創建の由来を知り、色々と贔屓にしたという。1912年（明治45年）に当社に合祀された。

## 交通アクセス
- 堀切菖蒲園駅より徒歩8分。